# Dundretkullen
Dundretkullen – skocznia narciarska w szwedzkiej miejscowości Gällivare o punkcie konstrukcyjnym K90.

## Historia
Skocznia została otwarta w 1990 roku.
W 1995 roku skocznia gościła mistrzostwa świata juniorów w skokach narciarskich. W konkursie indywidualnym zwyciężył Tommy Ingebrigtsen, a w konkursie drużynowym Niemcy. Obecnie skocznia jest rzadziej używana.

### Informacje o skoczni
- Rok konstrukcji – 1990
- Punkt konstrukcyjny – 90 m
- Rozmiar skoczni - 99 m
- Rekord skoczni: – 96 m  Tommy Ingebrigtsen
- Długość najazdu - 88 m
- Długość progu - 6,33 m
- Nachylenie progu - 10,5°
- Prędkość - 91,1 km/h
- Nachylenie zeskoku - 35,6°